# Aupaluks flygplats
Aupaluks flygplats är en flygplats vid Aupaluk i Kanada. Den ligger i den östra delen av landet, 1 600 km norr om huvudstaden Ottawa. Aupaluks flygplats ligger 35 meter över havet.